# Triaenodes internus
Triaenodes internus là một loài Trichoptera trong họ Leptoceridae. Chúng phân bố ở miền Cổ bắc.